# Idioma cnaánico
El cnaánico (también llamado canaánico, leshon knaan, judeocheco, judeoeslavo) es una lengua judía de la familia eslava occidental, que se hablaba en las tierras de los eslavos occidentales, notablemente en los Países checos, en el territorio de la actual Polonia, en Lusacia, y en otras regiones sorbias. Se extinguió en la Baja Edad Media.

## Etimología
El nombre proviene de la tierra de Knaan, un término geoetnológico que se refería a las poblaciones judías que viven al este del río Elba (en contraposición a los judíos asquenazíes, que vivían al oeste, o los judíos sefarditas de la Península ibérica). De este modo, la tierra es a menudo traducida sencillamente como Eslavonia o la Europa eslava.
El término derivada del nombre del antiguo Canaán (hebreo: כנען [kəna'un]).

## Historia
La lengua se extinguió en algún momento de la Baja Edad Media, posiblemente debido a la expansión de la cultura asquenazí y su lengua, el yidis, emparentada con el alemán. Esa hipótesis se suele argumentar en base al gran número de préstamos en yidis de origen eslavo, muchos de los cuales ya eran arcaicos en otras lenguas eslavas en la época de la expansión asquenazí. Se cree que estas podrían provenir del cnaánico en lugar que del checo, sorabo o polaco. El lingüista Paul Wexler planteó la hipótesis de que el cnaánico es de hecho una forma anterior del yidis que posteriormente fue germanizada. En otras palabras, los cnaanim, es decir, las personas que hablaban las lenguas judeoeslavas, fueron la causa principal de los cambios que sufrió el yidis. Esta opinión, sin embargo, ha sido rechazada prácticamente por completo en la comunidad científica, y se opone a las teorías más aceptadas de Max Weinreich, que defendía que los préstamos de origen eslavo no fueron asimiladas hasta después de que el yidis estuviera plenamente formado. El comentarista judío Rashi tenía constancia de esta lengua.

### Monedas
Un posible ejemplo temprano del cnaánico es una carta del siglo IX dirigida a una comunidad judía de Rutenia. Uno de los pocos ejemplos generalmente aceptados del cnaánico son las inscripciones de algunas monedas de bracteato acuñadas durante los mandatos de Miecislao el Viejo y Leszek el Blanco, gobernantes polacos de los siglos XII y XIII. El último registro de uso de esta lengua (escrito en alfabeto hebreo) proviene del siglo XVI.
El motivo por el que aparecen inscripciones cnaánicas en alfabeto hebreo aparece en monedas acuñadas para un duque polaco es que en aquella época este arrendó algunas cecas a los judíos. Los maestros grabadores eran los encargados de tomar lingotes y monedas llamativas y del conformado periódico de las monedas existentes.
Las inscripciones de las monedas presentan mucha diversidad. Algunas son nombres hebreos, posiblemente los de los maestros grabadores. Otras son los nombres de las ciudades en que operaba la ceca, como el caso de Kalisz, el lugar donde está sepultado Miecislao el Viejo, y otras tienen el nombre del duque. Una, que hoy está en la colección numismática del Banco Nacional de Polonia, lleva la palabra berajá, 'bendición' en hebreo.
| Inscripción (en cnaánico)  | משקא קרל פלסק             |
| Transcripción              | mškɔ krl plsk             |
| Interpretación (en polaco) | Mieszko, król Polski      |
| Traducción                 | Miecislao, rey de Polonia |